# 成就院 (藤沢市)
成就院（じょうじゅいん）は神奈川県藤沢市にある高野山真言宗の寺院。山号は稲荷山。

## 歴史
創建は文和年間（1352年 - 1356年）頃である。
『新編相模国風土記稿』によると開基は山名伊豆守で山名時氏か山名師義ではないかと指摘、中興は辨應としている。
古くは宝染寺という寺号で大庭神社の別当であったという。天保年間（1830年 - 1844年）に火災にあった。

## 本尊
- 愛染明王

## 交通
- バス
  - 天神社前（神奈川中央交通）
- 道路
  - 神奈川県道43号藤沢厚木線